# LNWR-Klasse Greater Britain
Die Greater Britain-Klasse war eine Baureihe von zehn Dreizylinder-Verbundlokomotiven, die von Francis William Webb für die London and North Western Railway (LNWR) entworfen und zwischen 1891 und 1894 in den bahneigenen Werkstätten in Crewe hergestellt wurden. 

## Geschichte
Francis William Webb, der damalige Chief Mechanical Engineer der LNWR, entwarf für die Beförderung schwerer Expresszüge zwischen London Euston und Carlisle auf der West Coast Main Line eine größere Variante der bis 1890 gebauten Teutonic-Klasse. Die erste der zehn Lokomotiven wurde im Oktober 1891 in den bahneigenen Werkstätten in Crewe gebaut, eine zweite folgte im Mai 1893, die restlichen acht Exemplare entstanden 1894. Die Maschinen hatten durch die rund einen Meter längere Bauweise dank einer nachlaufenden Achse einen größeren Kessel. Die führende Laufachse war seitlich verschiebbar, die rückwärtige dagegen fest gelagert. Wie die Teutonic-Klasse waren auch diese Lokomotiven als Dreizylinder-Verbundmaschinen mit zwei ungekuppelten Treibradsätzen ausgeführt. Die beiden außenliegenden Hochdruckzylinder wirkten dabei auf den hinteren und der innenliegende Niederdruckzylinder auf den vorderen Treibradsatz.
Sie blieben bis zu Webbs Ruhestand im Einsatz. Sein Nachfolger George Whale bevorzugte jedoch einfache Heißdampflokomotiven und ließ zwischen 1906 und 1907 alle Lokomotiven außer Dienst stellen und verschrotten.
Eine Weiterentwicklung waren die ab 1894 gebauten Lokomotiven der Klasse John Hick.

### Nummerierung
Alle Lokomotiven hatten zweiteilige Namen, die auf zwei Typenschilder verteilt waren, eines auf jedem Treibradsatz.
| Nummer | Name               | Werksnummer | Baujahr | Verschrottet | Anmerkungen      |
| ------ | ------------------ | ----------- | ------- | ------------ | ---------------- |
| 2525   | Greater Britain    | 3292        | 1891    | 1907         | ab 1891 Nr. 2053 |
| 3435   | Queen Empress      | 3435        | 1893    | 1906         | ab 1894 Nr. 2054 |
| 2051   | George Findlay     | 3472        | 1894    | 1907         |                  |
| 2052   | Prince George      | 3473        | 1894    | 1906         |                  |
| 525    | Princess May       | 3474        | 1894    | 1906         |                  |
| 526    | Scottish Chief     | 3475        | 1894    | 1906         |                  |
| 527    | Henry Bessemer     | 3476        | 1894    | 1907         |                  |
| 528    | Richard Moon       | 3477        | 1894    | 1906         |                  |
| 529    | William Cawkwell   | 3478        | 1894    | 1906         |                  |
| 772    | Richard Trevithick | 3479        | 1894    | 1906         |                  |

## Queen Empress in Amerika

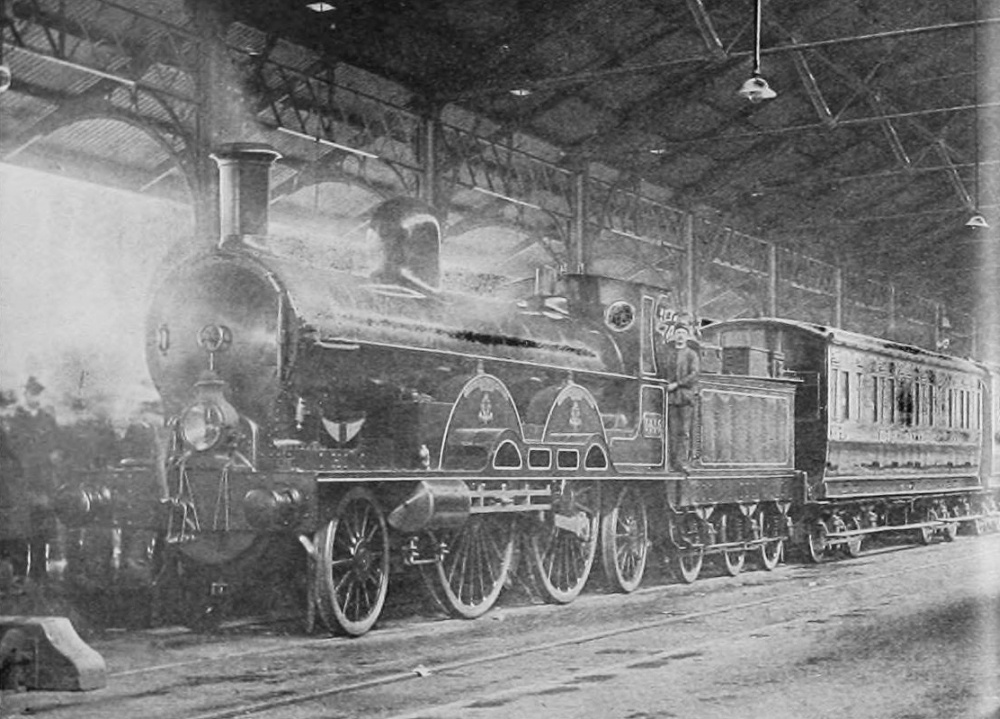
Die Queen Empress bei der Ankunft in New York Central Station

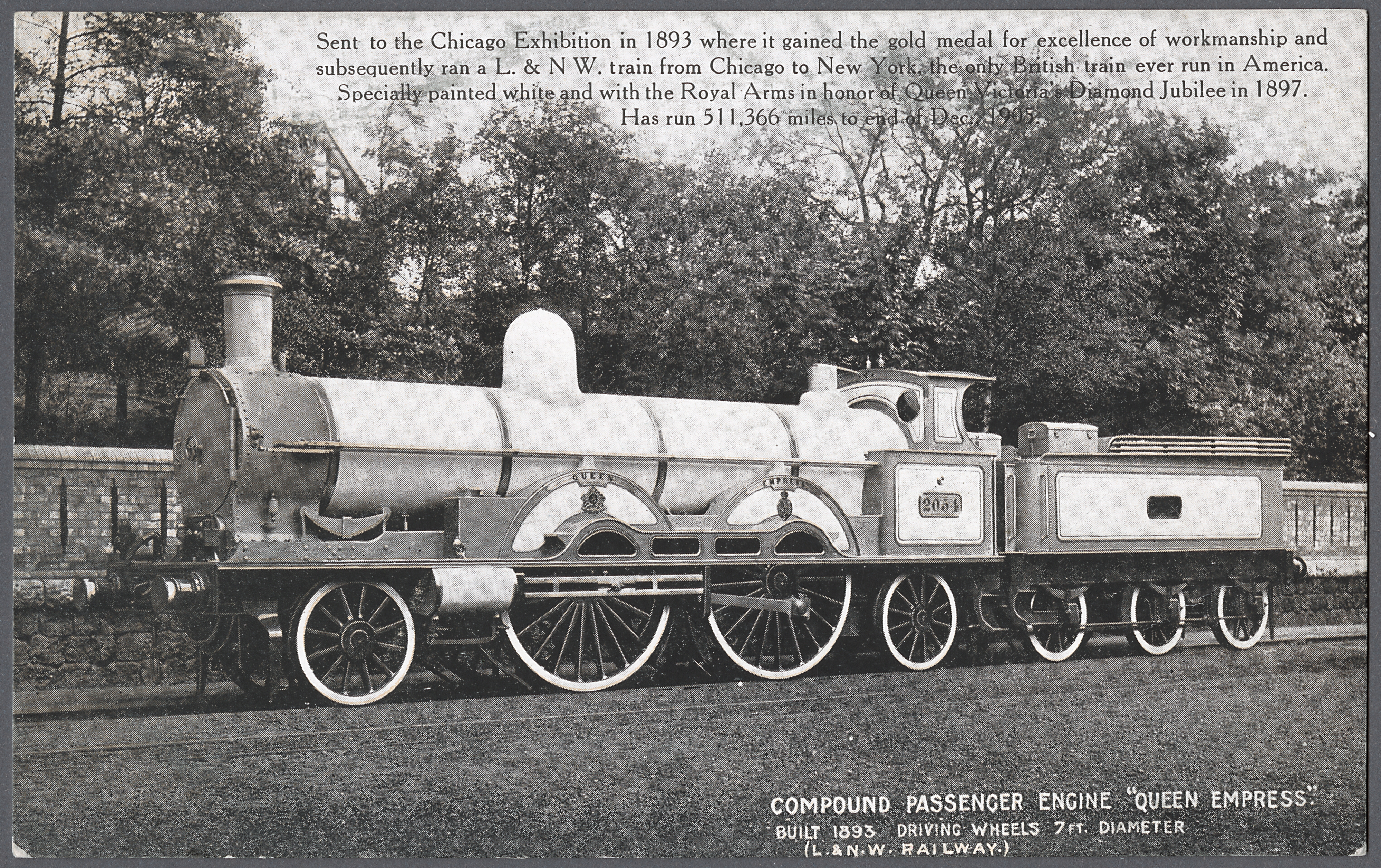
Lokomotive Queen Empress in cremeweißer Lackierung

Die Lokomotive Queen Empress mit der Nummer 3435 ging 1893 auf große Reise und war von Mai bis Oktober zu Gast auf der Weltausstellung in Chicago. Dort bekam sie die Goldmedaille für exzellente Verarbeitung. Danach fuhr sie mit zwei eigens mitgebrachten Personenwagen der LNWR von Chicago nach New York. Ungewöhnlich für britische Lokomotiven war die große Lokomotivlampe, die angebracht werden musste, damit sie auf den amerikanischen Strecken fahren durfte. Zusätzlich musste auf dem Tender eine Glocke montiert werden.
Nach ihrer Rückkehr ins Königreich bekam sie im Januar 1894 die Nummer 2054 und 1897 wurde sie anlässlich des diamantenen Thronjubiläums von Königin Victoria cremeweiß lackiert mit lavendelfarbenen Zierlinien und königlichem Wappen. Die Lokomotive Nummer 2053 Greater Britain erhielt damals eine scharlachrote Lackierung mit schwarzen und gelben Zierlinien sowie königsblauen Rädern. Beide Lokomotiven wurden im Jubiläumsjahr vor dem Royal Train eingesetzt.